# Preaek Ta Nong
Preaek Ta Nong es una comuna (khum) del distrito de Kaoh Soutin, en la provincia de Kompung Cham, Camboya. En marzo de 2008 tenía una población estimada de 8650 habitantes.
Se encuentra ubicada en la llanura camboyana, al sureste del lago Sap (Tonlé Sap) y a escasa distancia del río Mekong y de la frontera con Vietnam.